# Weibao Zhen
Weibao Zhen (kinesiska: 巍宝, 巍宝镇) är en köping i Kina. Den ligger i provinsen Yunnan, i den sydvästra delen av landet, omkring 240 kilometer väster om provinshuvudstaden Kunming.
Genomsnittlig årsnederbörd är 955 millimeter. Den regnigaste månaden är juli, med i genomsnitt 219 mm nederbörd, och den torraste är januari, med 10 mm nederbörd.